# Citizen Jane (film)
Citizen Jane – film z 2009 roku, oparty na książce James Dalessandro o tym samym tytule ("Citizen Jane").

## Fabuła
Jane Alexander (Ally Sheedy) jest atrakcyjną wdową mieszkającą wraz z rodziną w San Francisco. Od sześciu lat jej chłopakiem jest charyzmatyczny
Tom O'Donnell (Sean Patrick Flanery). Używa on swego uroku do pożyczania pieniędzy na rozległe operacje finansowe i inwestycje.
Kiedy ukochana 88 letnia ciotka zostaje zamordowana, Jane wynajmuje detektywa Jacka Morrisa (Meat Loaf) w celu rozwiązania sprawy. Morris wkrótce przekonuje ją, że zabójcą jest jej chłopak i gdy O'Donnell znika z 10000 dolarów, Jane wspólnie z detektywem podejmują się zebrania dowodów na domniemanego sprawcę.

## Obsada
- Ally Sheedy – Jane Alexander
- Sean Patrick Flanery – Tom O'Donnell
- Meat Loaf – detektyw Jack Morris
- Nia Peeples – ciotka Evelyn
- Andrew Patrick Ralston – prokurator
- Jon Polito – detektyw Romer

## Daty premier
- USA – 12 września 2009

## Inne informacje
- W połowie lat 90. James Dalessandro po raz pierwszy przeczytał historię Jane Alexander w gazecie "The Pacific Sun" (Kalifornia).
- Jednym z producentów filmu jest Peter Miller, który jest managerem Dalessandro.
- Jane brała aktywny udział przy pisaniu książki w latach 90.
- Jane Alexander zmarła 14 grudnia 2008 roku w wieku 86 lat (przed ukończeniem filmu).